# Verzegnis
Verzegnis là một đô thị ở tỉnh Udine trong vùng Friuli-Venezia Giulia thuộc Ý, có cự ly khoảng 100 km về phía tây bắc của Trieste và khoảng 40 km về phía tây bắc của Udine. Tại thời điểm ngày 31 tháng 12 năm 2004, đô thị này có dân số 913 người và diện tích là 38.8 km².
Verzegnis giáp các đô thị: Cavazzo Carnico, Enemonzo, Preone, Tolmezzo, Tramonti di Sotto, Villa Santina, Vito d'Asio.